# Бургос
Бу́ргос (исп. Burgos) — бывшая столица Кастилии, ныне город и муниципалитет в Испании. Входит в провинцию Бургос, в составе района (комарки) Альфос-де-Бургос и автономного сообщества Кастилия и Леон. По численности населения (178 966 жит., 2009 г.) Бургос занимает 37-е место в Испании.

## Топоним
Существует несколько объяснений происхождения топонима Бургос. Большинство из них отсылают к латинскому слову burgus («замок, крепость»), этимология которого неясна: либо это заимствование из древнегреческого πύργος pyrgos («(сторожевая) башня, замок, замковый холм»), либо позднее заимствование из германского burg («замок, башня, город»). Все три варианта могли образоваться от общего, лингвистически более древнего предшественника. С другой стороны, название города могло произойти непосредственно от германского слова либо даже от древнескандинавского borg («холм, гора»). Францисканец Диего де Гвадикс (ум. 1615) считал, что слово происходит от араб. بورجوا‎ borjawa («соломенный дом»), однако сегодня это предположение не авторитетно. Вегеций производит название от bergus, burgus, что означает «маленький замок», ведь замок и стал синонимом города, выросшего из него.

## География и климат
Занимает площадь 107,08 км². Расстояние до административного центра провинции — 244 км.
В Бургосе относительно континентальный, сухой климат, с холодными зимами и жарким летом.
| Показатель                    | Янв. | Фев. | Март | Апр. | Май  | Июнь | Июль | Авг. | Сен. | Окт. | Нояб. | Дек. | Год  |
| ----------------------------- | ---- | ---- | ---- | ---- | ---- | ---- | ---- | ---- | ---- | ---- | ----- | ---- | ---- |
| Средний суточный максимум, °C | 6,7  | 8,9  | 12,0 | 13,3 | 17,2 | 22,0 | 26,4 | 26,7 | 22,9 | 16,5 | 10,7  | 7,6  | 15,9 |
| Средняя температура, °C       | 2,7  | 4,1  | 6,3  | 7,8  | 11,4 | 15,2 | 18,7 | 18,9 | 15,7 | 10,9 | 6,2   | 3,9  | 10,1 |
| Средний суточный минимум, °C  | −1,2 | −0,6 | 0,6  | 2,2  | 5,6  | 8,4  | 11,0 | 11,1 | 8,5  | 5,3  | 1,6   | 0,3  | 4,4  |
| Норма осадков, мм             | 46   | 42   | 31   | 65   | 69   | 46   | 30   | 27   | 36   | 50   | 56    | 57   | 555  |
| Источник: AEMeT               |      |      |      |      |      |      |      |      |      |      |       |      |      |

## История и культура
Бургос был основан в IX веке (предположительно в 884 год н. э.) королём Альфонсо III Великим как важный опорный пункт (крепость) в борьбе против мавров и возвысился в XI веке до города, в котором проходили коронации кастильских королей. Каждый ребёнок в Испании знает Бургос как город Сида — из окрестностей Бургоса происходил испанский национальный герой XI века Родриго Диас де Бивар, известный под этим именем. Вместе со своей женой доньей Хименой он похоронен под сводами Бургосского собора, который относится ко всемирному культурному наследию ЮНЕСКО.
Помимо этого роскошного готического сооружения, заложенного в XIII веке и завершённого три столетия спустя, и древних городских ворот (Арка Святой Марии, середина XVI века), примечателен монастырь Лас Уэльгас, основанный королём Кастилии Альфонсом VIII в 1187 году. Рядом с многочисленными королевскими захоронениями в нём хранится знамя халифа Мухаммада ан-Насира, завоёванное в битве у Лас-Навас-де-Толоса в 1212 году, одном из решающих сражений Реконкисты.
25 сентября 1506 года во дворце Каса-дель-Кордон скончался король Филипп I Красивый. Его вдова, королева Хуана Кастильская, согласно легенде, долгое время не могла похоронить мужа, пребывая в глубокой печали, и повредилась рассудком, отчего получила прозвище "Безумная". Этот образ получил широкое освещение в литературе и живописи. Факт помешательства королевы оспаривается исследователями.
Во время Гражданской войны в Испании (1936-1939) Бургос был центром националистического движения под руководством генерала Франсиско Франко.

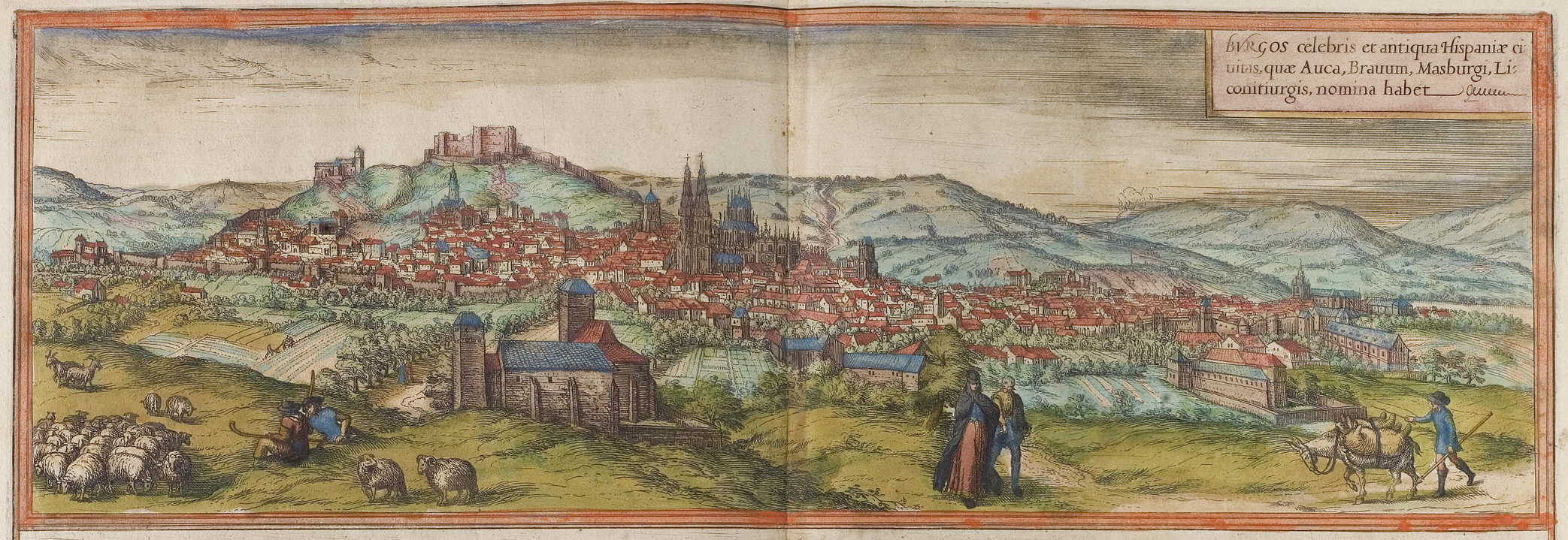
Панорама Бургоса (1572 год)

### Кухня
Бургос знаменит своей колбасой, называющейся «Морсилья де Бургос». Её изготавливают из крови, жира и риса.

### Достопримечательности
В городе функционирует три музея.
- Арка Св. Марии (Arco de Santa María)
- Бургосский собор
- Бургосский замок
- Дворец Каса-дель-Кордон[исп.]
- Королевский монастырь Лас Уэльгас
- Palacio de Capitanía General

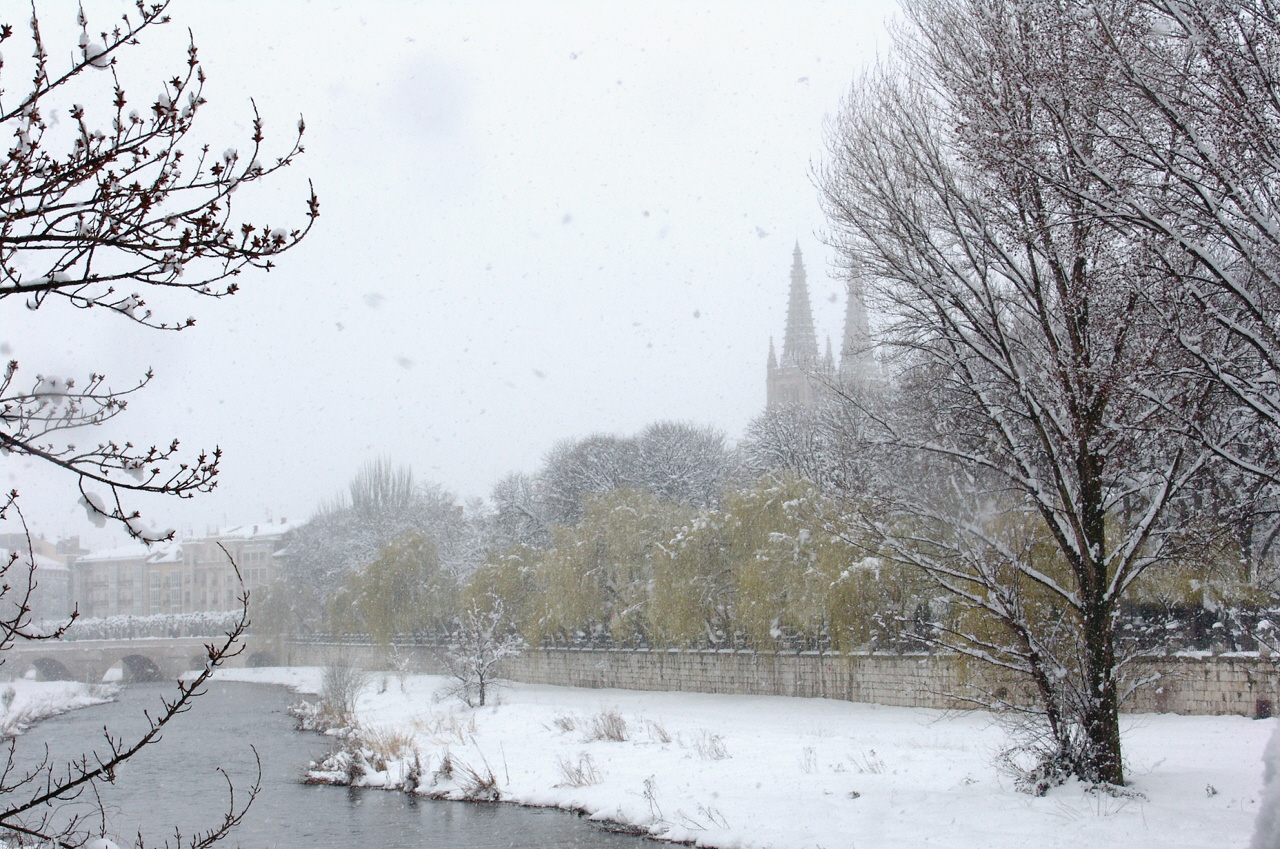
Река Арлансон и башни собора
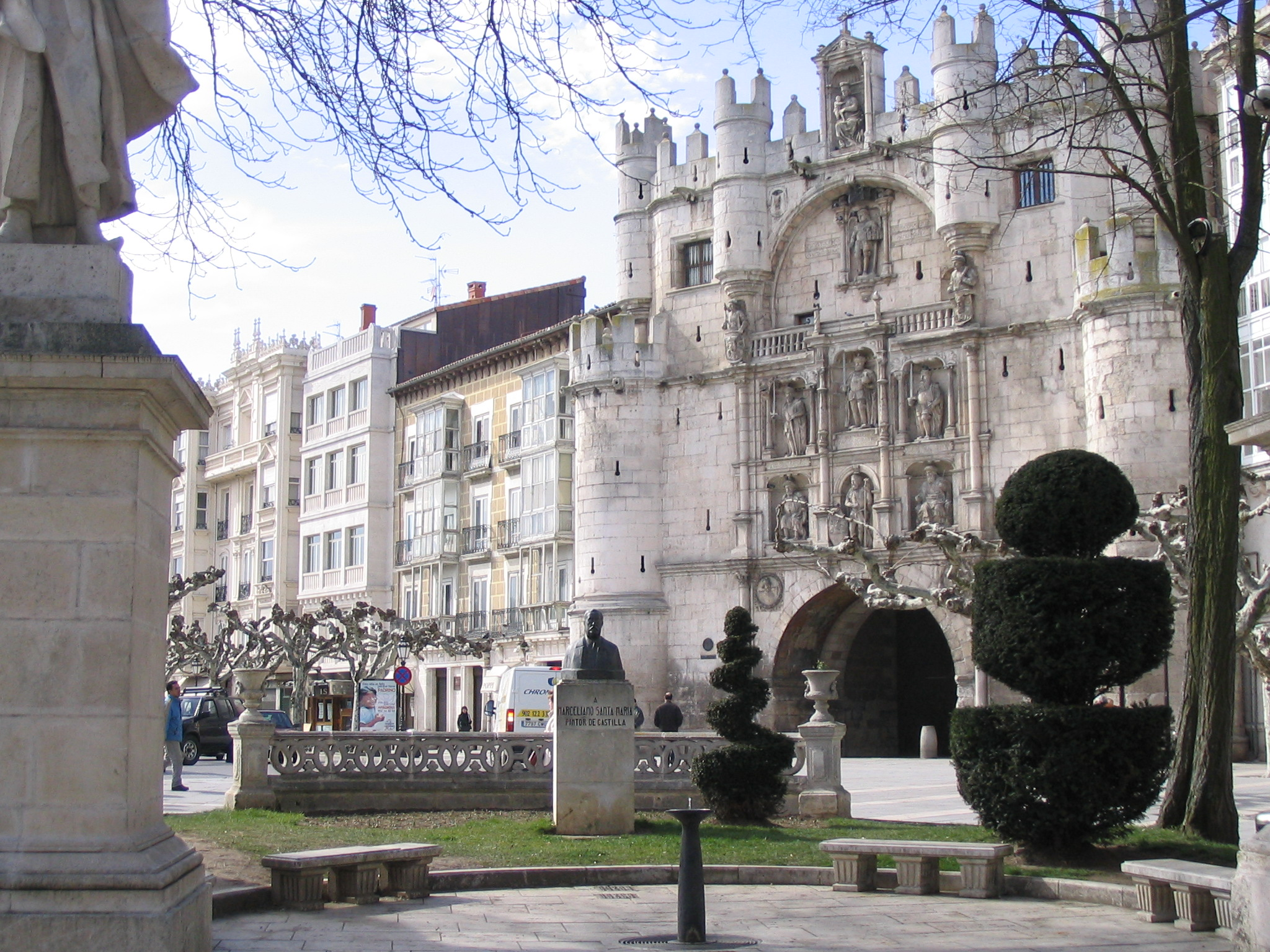
Arco de Santa María, городские ворота на Рио-Арлансон
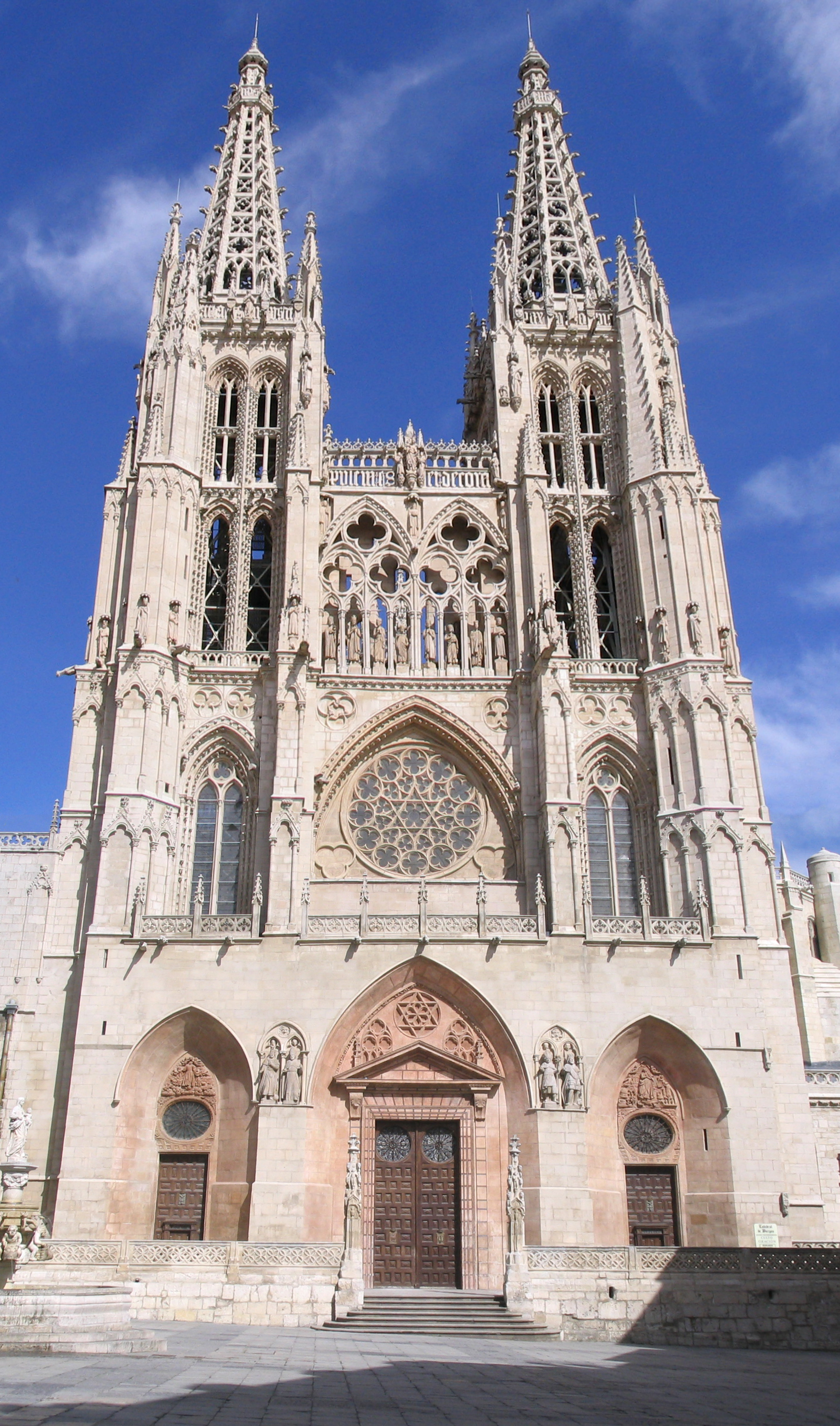
Бургосский собор
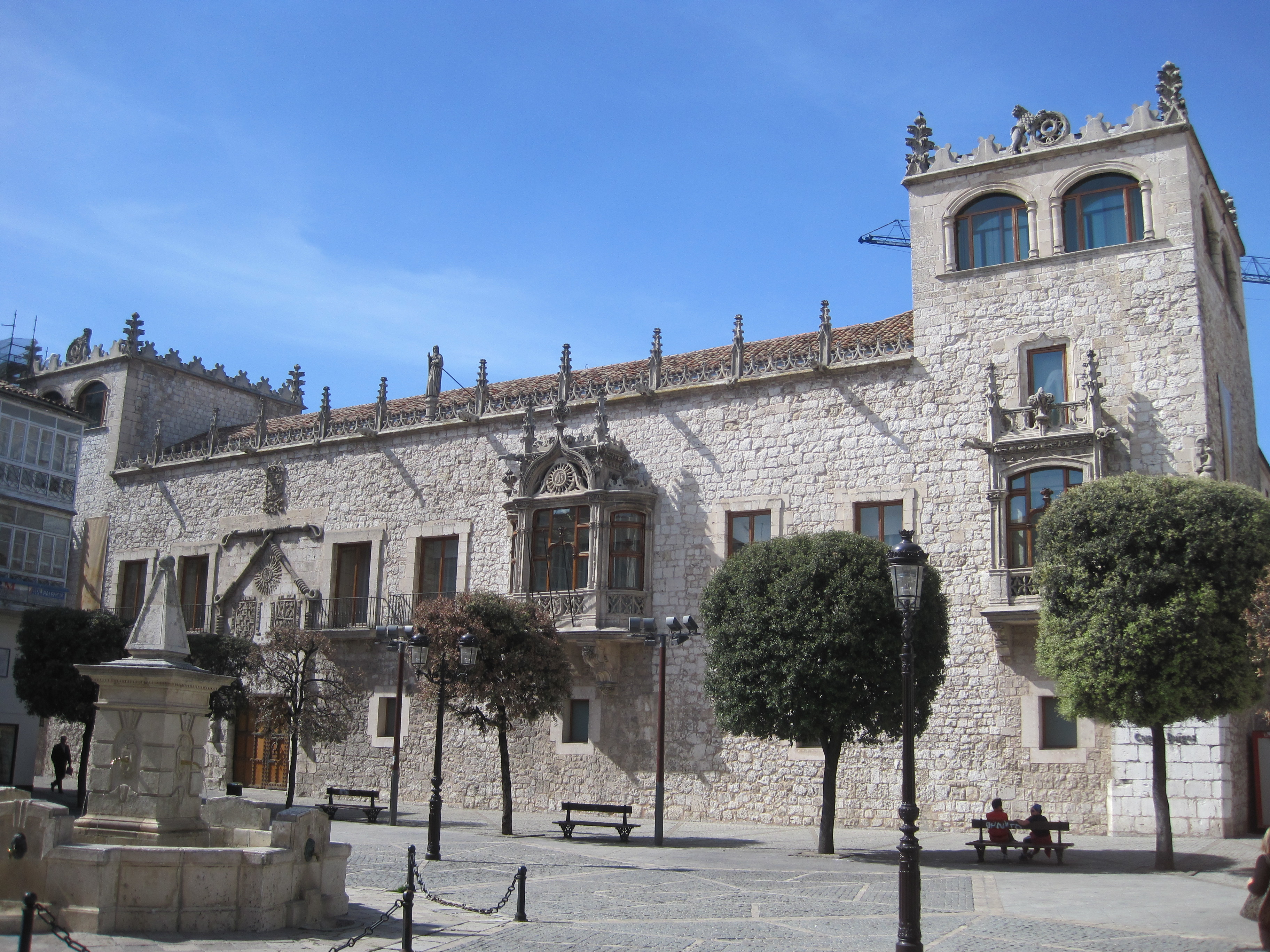
Дворец Каса-дель-Кордон[исп.]. Южный фасад на площади Либертад
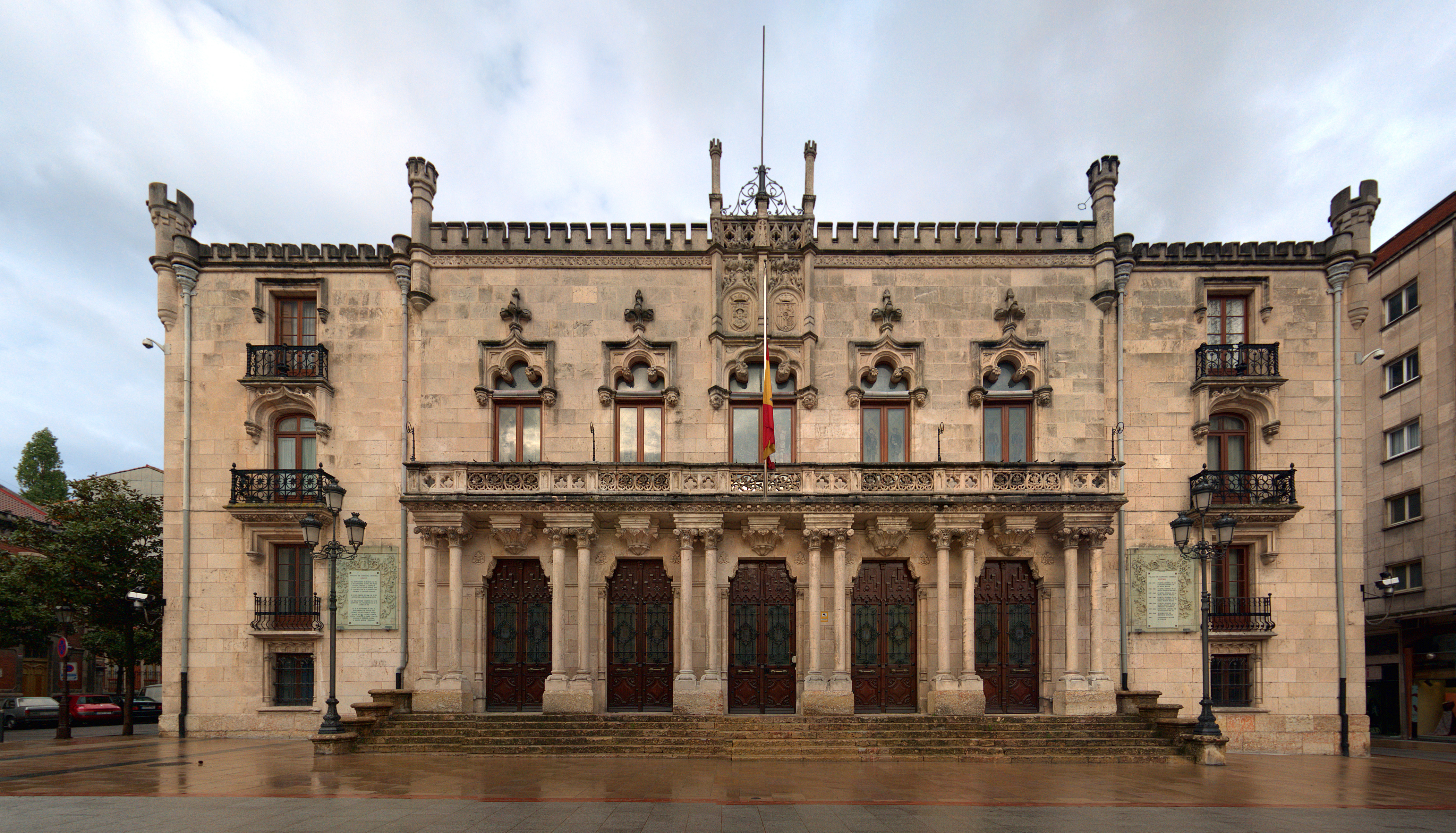
Дворец Capitanía General
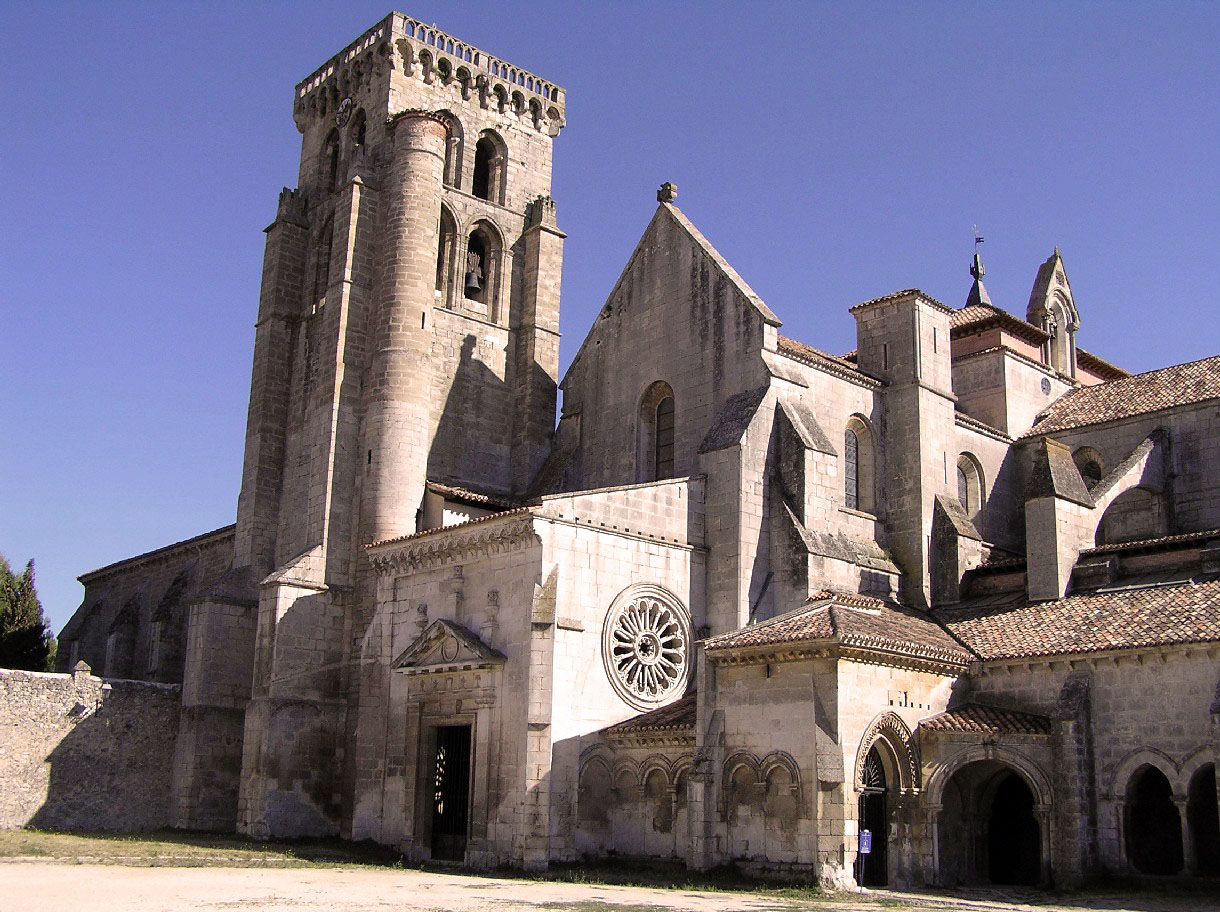
Королевский монастырь Лас Уэльгас
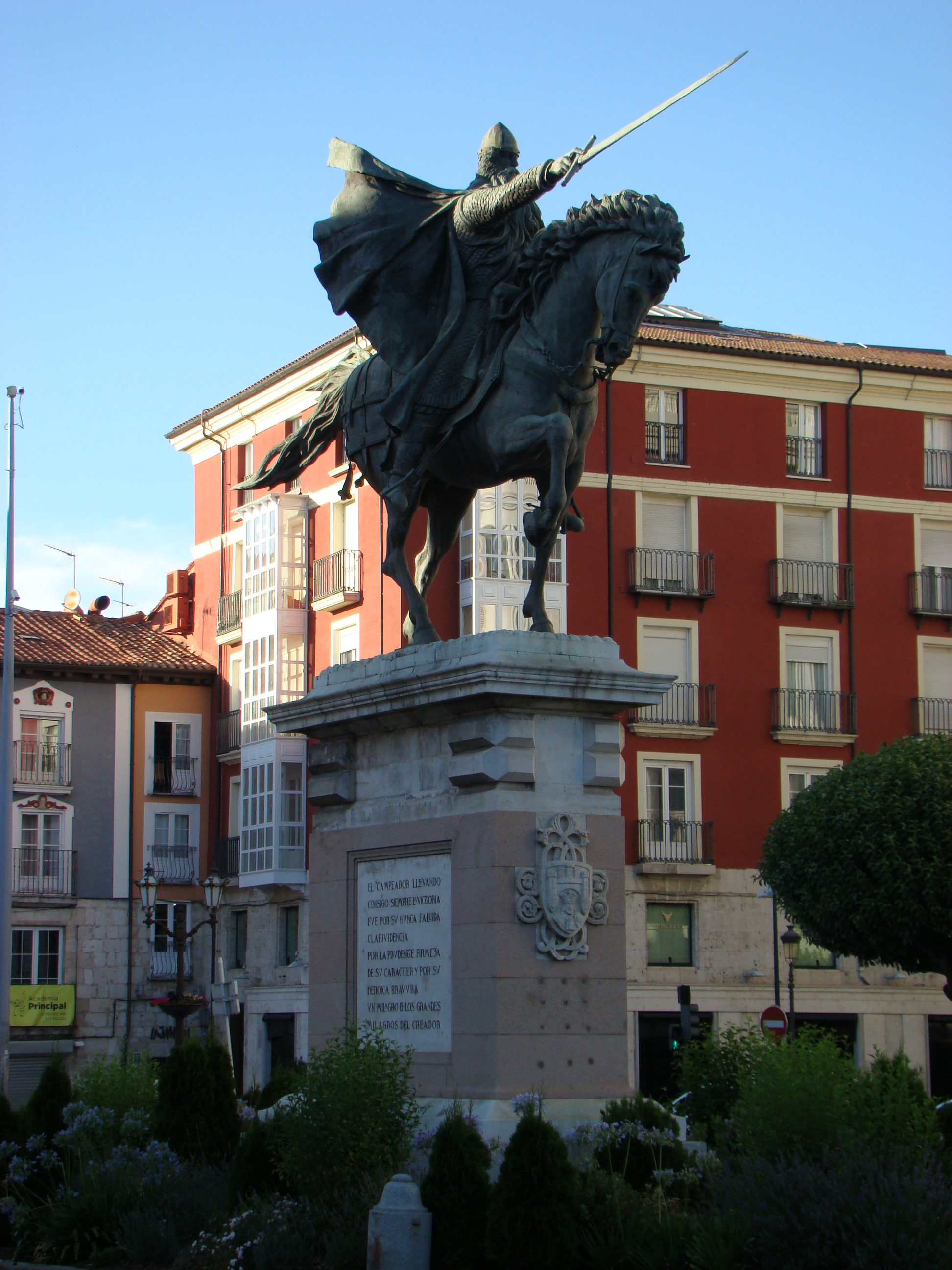
Конный памятник Сиду
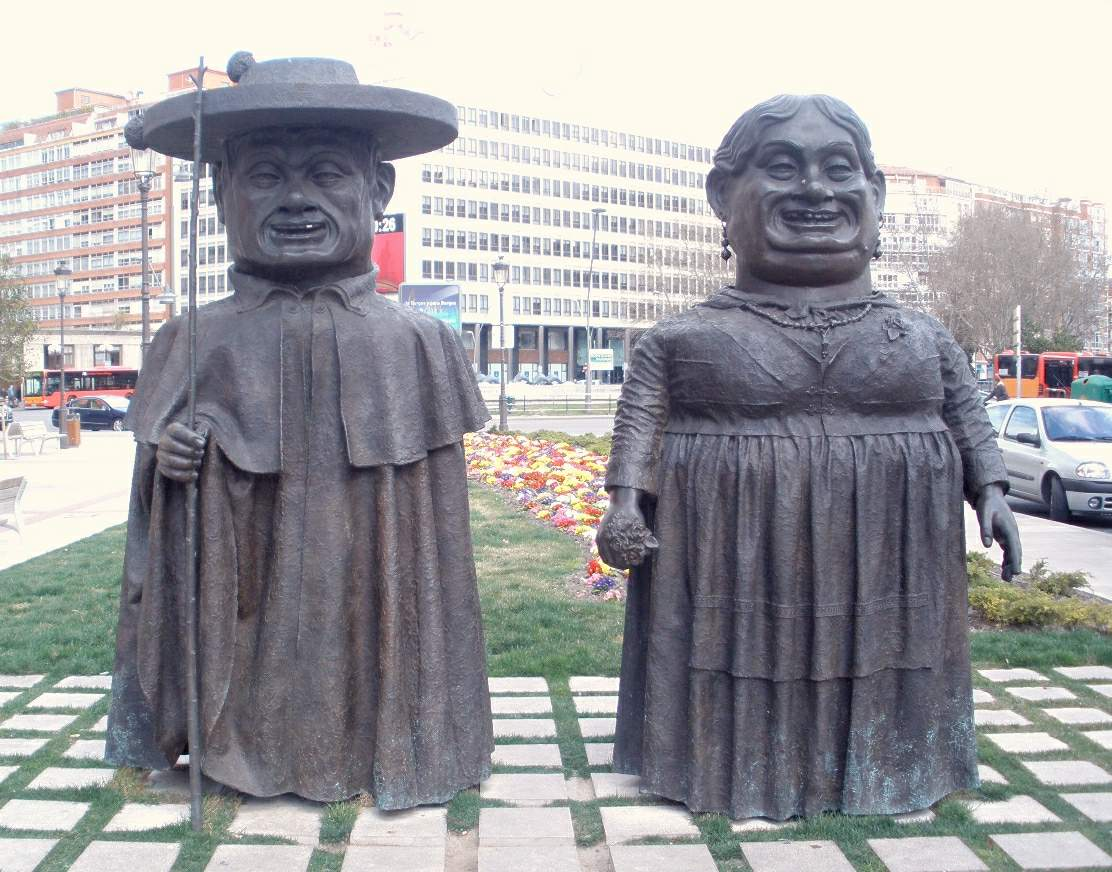
Скульптурная композиция "Los Gigantillos"

## Экономика
Со времён средневековья Бургос был важным экономическим центром на севере Испании.
В XX веке произошла активная индустриализация, отметившаяся созданием крупных промышленных зон в 1970-х годах. Сегодня Бургос — преимущественно промышленный город, однако активно растёт сектор услуг. В Бургосе расположены некоторые из компаний с самым высоким оборотом в Кастилии и Леоне, такие как Grupo Antolin, Campofrío и San Miguel. Штаб-квартира производителя станков Nicolás Correa находится в Бургосе.

## Население
| 2001     | 2002     | 2003     | 2004     | 2005     | 2006     | 2007     | 2008     | 2009     |
| -------- | -------- | -------- | -------- | -------- | -------- | -------- | -------- | -------- |
| 166 251  | ↗167 962 | ↗169 317 | ↗169 682 | ↗172 421 | ↗173 676 | ↗174 075 | ↗177 879 | ↗178 966 |
| 2010     | 2011     | 2012     | 2013     | 2014     | 2015     | 2016     | 2017     | 2018     |
| ↘178 574 | ↗179 251 | ↗179 906 | ↘179 097 | ↘177 776 | ↘177 100 | ↘176 608 | ↘175 623 | ↗175 921 |
| 2019     | 2020     | 2021     | 2022     | 2023     | 2024     |          |          |          |
| ↘175 821 | ↗176 418 | ↘174 051 | ↘173 483 | ↗174 451 | ↗176 551 |          |          |          |